# Tadeusz Tokarz (oficer)
Tadeusz Jan Tokarz (ur. 8 października 1898 w Kałuszu, zm. 7 czerwca 1981 w Londynie) – podpułkownik dyplomowany piechoty Wojska Polskiego, doktor praw.

## Życiorys
Urodził się 8 października 1898 w Kałuszu, w ówczesnym mieście powiatowym Królestwa Galicji i Lodomerii.
15 czerwca 1919 został przyjęty do Wojska Polskiego. W sierpniu 1920 walczył na wojnie z bolszewikami jako adiutant sztabowy XXI Brygady Piechoty. 25 czerwca 1921 pułkownik Bronisław Wędziagolski, były dowódca XXI Brygady Piechoty sporządził wniosek o odznaczenie porucznika Tokarza Orderem Virtuti Militari za czyny męstwa w bitwie pod Radzyminem. 17 sierpnia 1921 wniosek wpłynął do Adiutantury Generalnej Naczelnego Wodza, lecz nie został rozpatrzony pozytywnie.
1 czerwca 1921 pełnił służbę w VIII Brygadzie Piechoty, a jego oddziałem macierzystym był 49 Pułk Piechoty. Przysługiwał mu wówczas, obok stopnia wojskowego, tytuł adiutanta sztabowego. Następnie został przeniesiony do Dowództwa 26 Dywizji Piechoty w Skierniewicach. 3 maja 1922 został zweryfikowany w stopniu porucznika ze starszeństwem z 1 czerwca 1919 i 641. lokatą w korpusie oficerów piechoty, a jego oddziałem macierzystym był nadal 49 pp. Później został przeniesiony do 2 pułku piechoty Legionów w Pińczowie i odkomenderowany do Wyższej Szkoły Wojennej w Warszawie, w charakterze słuchacza Kursu Normalnego 1921–1923. Z dniem 1 października 1923, po ukończeniu kursu i otrzymaniu dyplomu naukowego oficera Sztabu Generalnego, został przydzielony do Dowództwa Okręgu Korpusu Nr IX w Brześciu. Pełnił służbę w Oddziale Wyszkolenia Sztabu DOK IX. 31 marca 1924 został mianowany kapitanem ze starszeństwem z 1 lipca 1923 i 229. lokatą w korpusie oficerów piechoty. W 1925 został przeniesiony do 15 pułku piechoty w Dęblinie na stanowisko dowódcy kompanii. W 1928 służył w Oddziale IV Sztabu Generalnego. W styczniu 1929 został przeniesiony służbowo do składu osobowego inspektora armii gen. dyw. Jana Romera na stanowisko oficera sztabu. Od 7 czerwca 1930 był szefem sztabu Brygady KOP „Nowogródek”. W październiku 1931 został przeniesiony do 54 pułku piechoty w Tarnopolu. Był dowódcą Szkoły Podchorążych Rezerwy 12 Dywizji Piechoty w Tarnopolu. Ukończył studia na Wydziale Prawa Uniwersytetu Jana Kazimierza we Lwowie uzyskując tytuł doktora praw. W czerwcu 1934 został przeniesiony do Dowództwa Okręgu Korpusu Nr V w Krakowie. 9 grudnia 1935 Komitet Krzyża i Medalu Niepodległości odrzucił wniosek o nadanie mu tego odznaczenia „z powodu braku pracy niepodległościowej”. Później został zdyskwalifikowany do otrzymania Odznaki Pamiątkowej Generalnego Inspektora Sił Zbrojnych. Na stopień majora został mianowany ze starszeństwem z 19 marca 1939 i 3. lokatą w korpusie oficerów piechoty. W tym czasie pełnił służbę w DOK V na stanowisku oficera sztabu dowódcy Obrony Przeciwlotniczej.
W czasie kampanii wrześniowej był szefem Oddziału I Sztabu Frontu Południowego. Po przedostaniu się na Zachód wstąpił do Wojska Polskiego we Francji i w listopadzie 1939 był kierownikiem Referatu Personalnego Ministerstwa Spraw Wojskowych. Później sprawował stanowisko attaché wojskowego w Norwegii.
Po wojnie pozostał na emigracji. Zmarł 7 czerwca 1981 w Londynie.

## Ordery i odznaczenia
- Krzyż Walecznych[30][31]
- Srebrny Krzyż Zasługi – 25 maja 1929 „za zasługi na polu organizacji i wyszkolenia wojska”[32][27]

9 grudnia 1935 Komitet Krzyża i Medalu Niepodległości odrzucił wniosek o nadanie mu tego odznaczenia „z powodu braku pracy niepodległościowej”.